# المعمار (بني مطر)

تعديل مصدري - تعديل

المعمار هي إحدى قرى عزلة البروية بمديرية بني مطر التابعة لمحافظة صنعاء، بلغ تعداد سكانها 650 نسمة حسب تعداد اليمن لعام 2004.